# Mauretanische Volleyballnationalmannschaft der Männer
Die mauretanische Volleyballnationalmannschaft der Männer ist die Auswahl mauretanischer Volleyballspieler, welche die Fédération de Volley-Ball de la République Islamique de Mauritanie (FVBRIM) auf internationaler Ebene, beispielsweise in Freundschaftsspielen gegen die Auswahlmannschaften anderer nationaler Verbände, aber auch bei internationalen Wettbewerben repräsentiert. 1964 trat der nationale Verband dem Weltverband Fédération Internationale de Volleyball (FIVB) bei. Im Oktober 2021 wurde die Mannschaft auf dem 20. Platz der kontinentalen Rangliste geführt.

## Internationale Wettbewerbe

### Mauretanien bei Weltmeisterschaften
Die Mannschaft konnte sich bisher nicht für eine Weltmeisterschaft qualifizieren.

### Mauretanien bei Olympischen Spielen
Bisher gelang es der Mannschaft nicht, sich für die olympischen Wettbewerbe zu qualifizieren.

### Mauretanien bei Afrikameisterschaften
Die Mannschaft kann bisher keine Teilnahmen an der Afrikameisterschaft vorweisen.

### Mauretanien bei den Afrikaspielen
Mauretaniens Volleyballnationalmannschaft der Männer nahm bisher nicht an den Wettbewerben der Afrikaspiele teil.

### Mauretanien beim World Cup
Mauretanien kann bisher keine Teilnahme am World Cup – dem Qualifikationsturnier für die Olympischen Spiele – vorweisen.

### Mauretanien in der Weltliga
Die Weltliga fand bisher ohne mauretanische Beteiligung statt.